# Sam Rainsy
Dans ce nom khmer, le nom de famille, Sam, précède le nom personnel.
Sam Rainsy, né le 10 mars 1949 à Phnom Penh, est un homme politique cambodgien, fondateur et co-Président démissionnaire du Parti du salut national du Cambodge, seul parti d'opposition représenté à l'Assemblée nationale issue des élections législatives de 2013. Anciennement ministre et aujourd'hui député, il a vécu en France en exil depuis 2010, mais a pu retourner au pays quelques jours avant les élections législatives du 28 juillet 2013. Exilé de nouveau, il est aujourd'hui sous le coup de lourdes condamnations à la prison. Sa vie et sa liberté sont publiquement menacées par des déclarations répétées du Premier ministre Hun Sen.

## Enfance en exil et formation
Sam Rainsy est le fils de Sam Sary, membre du gouvernement du Cambodge dans les années 1950. Il a connu l’opulence du pouvoir puis la déchéance quand son père est brutalement limogé. La grande famille patricienne Sam s'installe en France en 1965 après la disgrâce de son père : il étudie au lycée Janson-de-Sailly puis à Sciences Po. Il devient analyste financier. Il est marié à Tioulong Saumura, qui est également membre de l'Assemblée nationale du Cambodge, et il a d'elle trois enfants.

## De l'entrée au gouvernement à l'option pour l'indépendance et l'opposition à Hun Sen (1992-1994)
Sam Rainsy décide de s'engager en politique après les Accords de Paris sur le Cambodge 1991. Il abandonne toute activité privée, vend son entreprise, adhère au FUNCINPEC, et après son retour au Cambodge en 1992, il devient député de la province de Siem Reap en 1993. Il est nommé ministre des Finances, mais ayant entrepris de lutter contre la corruption, il perd son poste lors d'un remaniement ministériel le jeudi 20 octobre 1994.
En 1994, il est exclu du Funcinpec et fonde son propre parti, le Parti de la nation khmère (PNK).

## Constitution, puis montée en puissance de l'unique parti d'opposition du Cambodge (1994-2017)

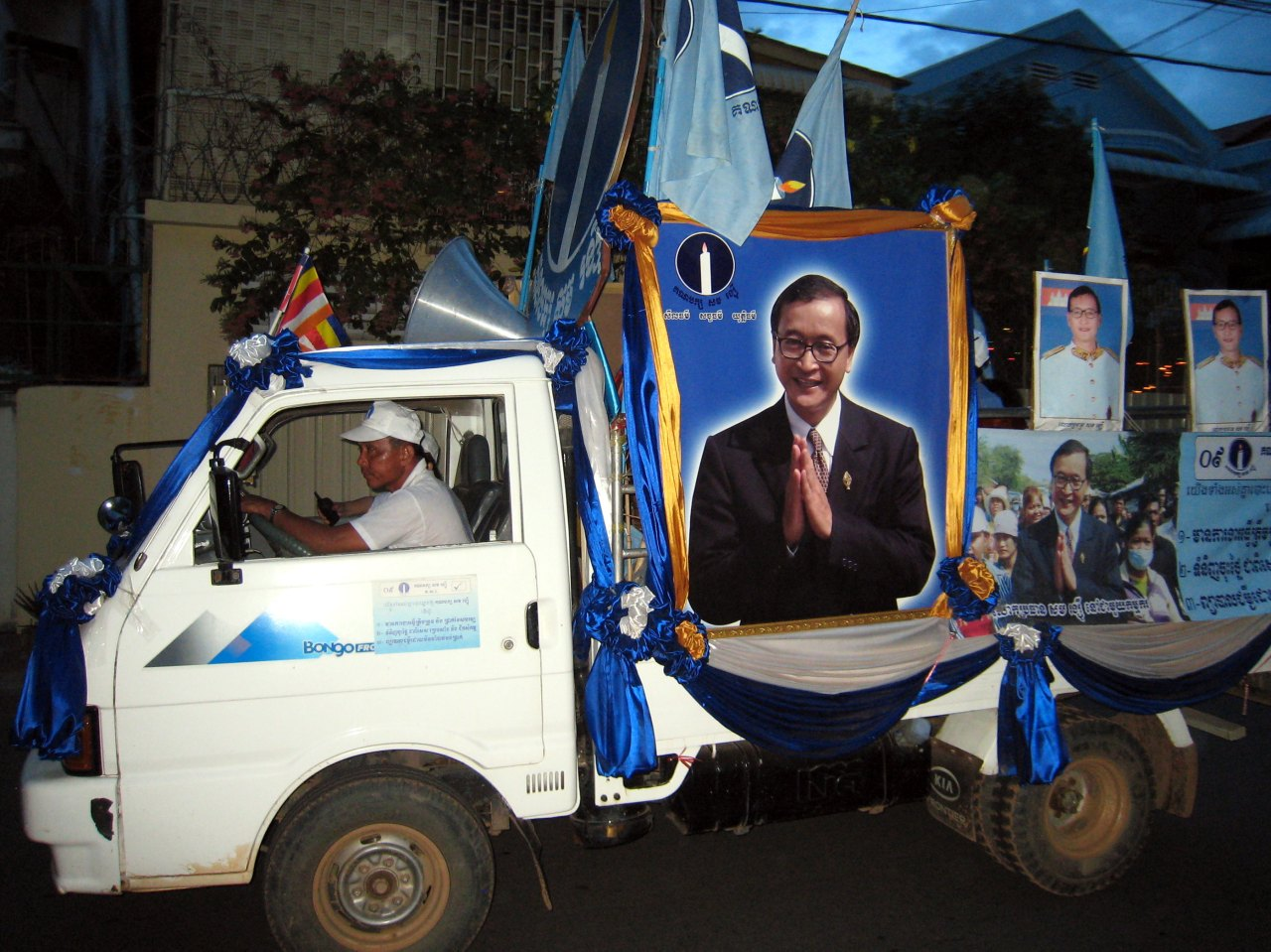
Camion de campagne de Sam Rainsy (2008).

Sam Rainsy échappe à un attentat sanglant le 30 mars 1997 lors d'un rassemblement avec ses partisans,. Il choisit de s'exiler pendant six mois. Il rentre le 27 novembre 1997 et lance un appel à la paix lors d'une cérémonie à la mémoire des victimes. Son parti étant forcé de changer de nom avant les élections de 1998, il devient le « Parti Sam Rainsy » (PSR).
Sam Rainsy est élu membre du Parlement pour la province de Kompong Cham à ces élections et son parti obtient nationalement 14 % des voix puis 22 % cinq ans plus tard (élections législatives de 2003).En 2004, la justice cambodgienne annonce qu'elle entame une enquête pour diffamation visant Sam Rainsy. Il est poursuivi pour avoir diffamé le Parti du peuple cambodgien et le Funcinpec (accusations de corruption). Il est également poursuivi pour avoir accusé publiquement le Premier ministre Hun Sen de nombreux méfaits (le meurtre du leader syndical SRP Chea Vichea le 22 janvier 2004, l'organisation de détournements de fonds publics et surtout l'organisation de son assassinat manqué lors d'un attentat à la grenade ainsi que celui de quatre autres personnalités de l'opposition en 1997).
Il part en exil le 3 février 2005 après que l'Assemblée nationale lui a retiré l'immunité parlementaire avec deux autres députés. Le même jour, le député Cheam Channy est arrêté et placé en détention dans la prison militaire cambodgienne accusé d'avoir créé une milice anti-Hun Sen.
Sam Rainsy est jugé par contumace le 22 décembre 2005 et condamné à 18 mois de prison ainsi qu'à une amende de 14 000 $ US. Le 5 février 2006, Sam Rainsy reçoit une grâce royale de Norodom Sihamoni et rentre au Cambodge le 10 février 2006.
Les législatives de 2008 et les municipales qui suivent en 2009 sont une nouvelle étape du PSR. La campagne est vive et le ministre des Affaires étrangères Hor Namhong dépose contre Sam Rainsy une plainte pour diffamation. Les élections du 27 juillet 2008 s'achèvent mal pour le PSR puisqu'il est largement battu. Sam Rainsy conteste alors la validité des résultats en affirmant que de nombreux électeurs n'ont pas pu voter.
Le 25 octobre 2009, il abat une borne frontalière en signe de protestation contre les travaux de démarcation de la frontière avec le Viêt Nam. Le 27 janvier 2010, Sam Rainsy est condamné à deux ans de prison pour avoir arraché des pieux frontaliers controversés avec le Viêt Nam dans la province de Svay Rieng. Cette condamnation est considérée comme un déni de justice, pour l'ONG Human Rights Watch. Il décide alors de s'exiler en France. Le gouvernement français par la voix de Pierre Lellouche affirme qu'il ne pouvait « accepter ces pratiques, qui relèvent de l’intimidation ». Le 23 septembre 2010, nouvelle condamnation : Sam Rainsy est condamné à dix ans de prison par la justice cambodgienne pour avoir publié, selon elle, une fausse carte des frontières nationales avec le Viêt Nam. Devant la justice française, une plainte en diffamation a parallèlement été introduite par le Ministre Hor Namhong. Sam Rainsy gagne en première instance, puis est condamné en appel. La Cour de Cassation lui donne définitivement raison le 27 avril 2011, lorsqu'elle casse sans renvoi l'arrêt de la Cour d'appel.
Tandis que se déroulent ces manœuvres classiques d'intimidation de l'opposition, le jeu politique évolue au Cambodge. Les électeurs disposent maintenant de téléphones mobiles qui leur donnent accès aux réseaux sociaux : ils peuvent ainsi recevoir et diffuser des informations non censurées. Sam Rainsy met ces réseaux à profit pour accroître sa notoriété, considérable, dans le pays.
En 2012, Sam Rainsy propose à Kem Sokha, excellent orateur et fondateur du nouveau Parti des Droits de l'Homme, de fusionner avec le Parti Sam Rainsy. Les deux hommes partagent alors la co-présidence du parti fusionné, qu'ils ont intitulé Parti du Salut Public du Cambodge (en anglais : National Rescue Party). Leur pari est pleinement validé aux élections législatives de juillet 2013, où le nouveau parti se pose comme l'unique parti d'opposition ayant fait élire des représentants à l'Assemblée nationale du pays. Celle-ci n'est depuis lors composée que de deux partis, ses 123 sièges étant répartis entre le Parti du Peuple Cambodgien de Hun Sen : 63 députés et le Parti du Salut Public du Cambodge : 55 députés. Par comparaison, les deux partis ayant fusionné n'avaient obtenu, ensemble, que 29 sièges de députés (dont 26 au PSR) aux législatives de 2008. Cette tendance, et ce succès commun, est confirmé aux élections municipales de 2017, le Parti du Salut National y faisant élire 5 007 conseillers municipaux sur un total national de 11 572, alors que les deux partis, combinés, n'en avaient obtenu que 2 955 aux municipales de 2012.
Comme en 2008, Sam Rainsy a contesté les résultats des législatives de 2013, le décompte effectué par ses propres partisans différant largement du décompte officiel des voix. Comme en 2008, il a pour finir opté pour l'acceptation du résultat officiel de manière que ses partisans puissent siéger à l'Assemblée. En contrepartie de cette résignation pacifique au résultat qu'il estime truqué, il obtient en 2013 que Hun Sen accepte de réformer la Commission électorale, ce qui en principe promet que des élections plus sincères se dérouleront à l'échéance prévue du 29 juillet 2018.

## 2017 et 2018: le nouveau coup de force de Hun Sen et son nouveau défi à l'opposition
Après une brève période de « culture du dialogue » en 2015, à la faveur de laquelle Sam Rainsy obtient que les méthodes et la composition de la Commission électorale soient en effet réformées, l'hostilité du Premier ministre contre le leader de l'opposition reprend de plus belle. Plusieurs condamnations et poursuites, dont l'effet n'avait été que suspendu sans que Sam Rainsy soit relaxé ou amnistié, sont remises en vigueur. Hun Sen rend illégal le rapport que le Parti du Salut National entretient avec son co-président et fondateur en exil : pour préserver son parti, Sam Rainsy doit donc en démissionner, Kem Sokha assurant seul la présidence. Plus tard dans l'année, Kem Sokha lui-même est arrêté, au mépris de son immunité parlementaire. Le tout culmine en novembre 2017 dans une dissolution du parti, prononcée sans base constitutionnelle visible à la demande de Hun Sen.
Le résultat de la dissolution de l'unique parti de l'opposition a pu être constaté aux élections sénatoriales du 25 février 2018. Aux sénatoriales, les grands électeurs sont, pour le plus gros, les 11 572 conseillers municipaux. Hun Sen ayant « récupéré » et ré-attribué à sa guise les 5 007 mandats obtenus en 2017 par le parti dissous, le Sénat qui sort du scrutin se compose à 100 % de partisans de Hun Sen.
Dans cette situation anormale et inédite, Sam Rainsy, en exil, enregistre les soutiens du Congrès des États-Unis et de l'Union européenne. Tout en réaffirmant son option pour la non-violence, il prépare sa riposte politique. Il avertit la Banque mondiale du risque d'illégalité qui frappe l'ensemble des prêts consentis au Cambodge, dès lors que l'Assemblée nationale qui, en principe, doit les approuver ne siège plus dans les conditions prévues par la constitution du pays. Le 8 février 2018 il entame, à San Francisco, une procédure contre Facebook, dans laquelle il reproche au réseau de laisser Hun Sen l'utiliser pour répandre la haine et mentir aux Cambodgiens. Il lance un appel aux forces armées du Cambodge, où il rappelle qu'un ordre de tirer sur le peuple serait illégal, et que le devoir des officiers et soldats serait de désobéir à un tel ordre. Enfin, il s'apprête à sortir un livre dans lequel il détaille les réformes qu'il compte entreprendre au Cambodge dans l'éventualité, selon lui assez probable, où les Cambodgiens se débarrasseraient de Hun Sen après 33 ans d'oppression.